# Họ Tôm hùm càng
Họ Tôm hùm càng (danh pháp khoa học: Nephropidae) là tên gọi dùng để chỉ một họ bao gồm các loài tôm hùm. Họ Tôm hùm càng có đặc điểm gồm thân dài và có một cái đuôi cơ bắp, hầu hết họ tôm hùm này đều có một đôi càng lớn và đầy sức mạnh. Các loài tôm này sống ở biển trong điều kiện sống khắt khe với vùng biển ấm, lặng, ở các khe hoặc hang hốc dưới đáy biển và là một loại hải sản có giá trị, việc khai thác, nuôi trồng tôm hùm có vai quan trọng về kinh tế và thường là một trong những mặt hàng có lợi nhuận nhất trong khu vực ven biển ở các quốc gia có phân bố loài này.

## Đặc điểm sinh học

### Kích thước
Tôm hùm có trọng lượng trung bình tối đa 9 kg. Người ta đã phát hiện nhiều con tôm hùm với kích thước lớn. Khối lượng kỷ lục của một con tôm hùm càng có thể lên đến 12 kg, con tôm hùm khổng lồ với trọng lượng 12 kg và sở hữu những chiếc càng đủ cứng để làm gãy cánh tay của một người đàn ông. Theo sách Guinness, con tôm hùm to nhất thế giới từng được phát hiện cho tới nay là con tôm bị bắt ở ngoài khơi Nova Scotia (Canada) năm 1977, nặng 20 kg, chiều dài có thể lên đến 90 cm và tuổi của tôm hùm có thể lên đến mốc 100 tuổi.
Ngoài ra, ngư dân ở Anh cũng từng bắt một con tôm hùm 60 tuổi dài tới 75 cm cùng một cặp càng lớn, sắc bén, có thể cắt đôi lon nước ngọt kim loại vì sống lâu giúp cho con vật sở hữu kích thước lớn, cùng với cặp càng đáng sợ Ở Phú Thọ, Việt Nam, người ta cũng bắt được tôm khổng lồ nguồn gốc từ Trung Quốc, tôm khổng lồ nặng 2,6 kg, có hình dáng kỳ dị, toàn thân được bao bọc bởi lớp vỏ cứng, có 8 chân bò (mỗi chân dài 18 cm), 2 càng lớn (dài hơn 30 cm với nhiều răng cưa màu đen, trắng), với chiếc càng khổng lồ và chiều dài thân hơn 40 cm, vòng đầu hơn 30 cm thì nó có thể là con tôm nước ngọt dài nhất từ trước đến nay được phát hiện ở Phú Thọ và các tỉnh miền núi phía Bắc Việt Nam.
Tôm hùm Mỹ là loại tôm hùm có kích thước lớn nhất. Nó có hai càng lớn với thân mình mạnh mẽ, một cặp râu dài và bốn cặp chân, có thể đạt chiều dài cơ thể 64 cm (25 in), và khối lượng trên 20 kilôgam (44 lb), làm cho nó là loài giáp xác nặng nhất trên thế giới. Loài gần gũi của nó gần nhất là tôm hùm châu Âu (Homarus gammarus), có thể được phân biệt bởi màu sắc của nó và thiếu gai trên mặt dưới của rostrum. Tôm hùm Mỹ thường xanh màu xanh lá cây sang màu nâu với các gai màu đỏ, nhưng một số biến thể màu sắc đã được quan sát thấy.
Về màu sắc, thông thường tôm hùm có màu cam, xanh hay thậm chí là cả màu trắng với những cá thể bị bạch tạng tuy nhiên vẫn có ghi nhận về các cá thể có hai màu cam và nâu đen chia đôi ở hai bên cơ thể, Tỉ lệ những con tôm hùm có màu sắc đặc biệt như thế này lên đến 1/50 triệu con. Người ta cũng được cá thể tôm hùm xanh, loài giáp xác hiếm gặp với tỷ lệ xuất hiện trong tự nhiên là 1/2 triệu con. màu sắc xanh của tôm hùm xanh là do một biến thể di truyền hiếm gặp. Tỷ lệ tôm hùm có màu xanh trong tự nhiên rất hiếm, cứ hai triệu con tôm thì có một con có màu xanh đặc biệt. Ngoài ra, người ta cũng mới đây bắt được hai con tôm hùm bạch tạng, loài giáp xác cực hiếm có tỷ lệ xuất hiện trong tự nhiên là 1/100 triệu, tôm hùm bạch tạng rất hiếm, cứ 100 triệu con tôm thì có một con bạch tạng.

### Cấu trúc hóa học
Tôm hùm rất có giá trị dinh dưỡng. Thịt tôm hùm có chứa rất ít chất béo và carbohydrate trong khi hàm lượng protein lại cao. Trong thực tế, nó có ít chất béo bão hòa, lượng calo và cholesterol hơn so với nhiều loại thịt khác đang sử dụng hàng ngày như thịt heo, thịt bò, thịt gà, trứng,...Tính trung bình, thịt tôm hùm có ít hơn 100 calo trong mỗi khẩu phần (89% calo từ protein), tôm hùm đại dương là một sự lựa chọn tốt cho những chế độ ăn uống.
Thịt tôm hùm có chứa nhiều axit béo Omega-3, theo Hiệp hội tim mạch Mỹ (AHA) thì axit béo Omega-3 có tác dụng kìm hãm và làm giảm nguy cơ mắc các bệnh tim mạch. Hầu hết lượng calo trong thịt của tôm hùm là bắt nguồn từ protein, do đó nó có thể đáp ứng tốt cho một chế độ ăn uống linh hoạt (tức là phù hợp với tất cả mọi người). Ngoài ra do tôm hùm có thể được chế biến thành rất nhiều dạng món ăn: nướng, hấp, nấu cháo, gỏi... nên luôn đảm bảo được sự cân bằng về năng lượng trong chế độ dinh dưỡng.

### Tập tính
Tôm hùm nằm rình mồi trong dòng nước như cá sấu, bộ giáp đen giúp chúng hòa lẫn vào đá dưới đáy sông, tránh khỏi tầm quan sát của kẻ thù cũng như con mồi. Chúng thường sống ở các bãi đá, rạn san hô nơi có nhiều hang hốc, khe rãnh ven biển. Đây là loài có tập tính sống quần tụ chủ yếu là ở tầng đáy với chất đáy sạch, không bùn. Chúng trú ẩn trong các hang đá, ít hoạt động vào ban ngày và tích cực tìm mồi vào ban đêm.
Tôm hùm là loại động vật ăn tạp. Trong tự nhiên, chúng ăn chủ yếu các loại động vật như cá, tôm, cua ghẹ, cầu gai, giáp xác nhỏ, nhuyễn thể và các loại thực vật như rong rêu. Trong tự nhiên, tình trạng tôm hùm nhai thịt đồng loại trong tự nhiên do tình trạng thay đổi nhiệt độ, nước biển ấm lên biến loài giáp xác này trở thành kẻ ăn thịt đồng loại (ăn tôm non)
Chu trình giao phối chỉ diễn ra vào tháng 7, 8 hàng năm, không lâu sau khi tôm hùm cái thay vỏ. Ấu trùng được sinh nở tháng 5, 6 năm sau. Ấu trùng sinh ra dài khoảng 8,5mm, trong suốt. Ấu trùng liên tục thay vỏ để trường thành, tỉ lệ sống là 1/1000 đến giai đoạn trưởng thành. Tôm hùm trưởng thành chìm xuống đáy đại dương để tiếp tục phát triển theo lối sống sinh vật đáy. Cường độ thay vỏ chậm dần, từ 10 lần/năm đến 1 lần/nhiều năm. Sau 1 năm, chiều dài đạt từ 25-28mm. Sau 6 năm trọng lượng đạt 450gram.Một cá thể có thể thay vỏ từ 25-27 lần trong đời.

## Các chi và loài
- Acanthacaris

- Acanthacaris caeca A. Milne-Edwards, 1881
- Acanthacaris tenuimana Bate, 1888

- Dinochelus Ahyong, Chan & Bouchet, 2010

- Dinochelus ausubeli Ahyong, Chan & Bouchet, 2010

- Eunephrops Smith, 1885

- Eunephrops bairdii Smith, 1885
- Eunephrops cadenasi Chace, 1939
- Eunephrops luckhursti Manning, 1997
- Eunephrops manningi Holthuis, 1974

- Homarinus Kornfield, Williams & Steneck, 1995

- Homarinus capensis (Herbst, 1792) – Tôm hùm Cape

- Homarus Weber, 1795

- Homarus americanus H. Milne-Edwards, 1837 – Tôm hùm Mỹ

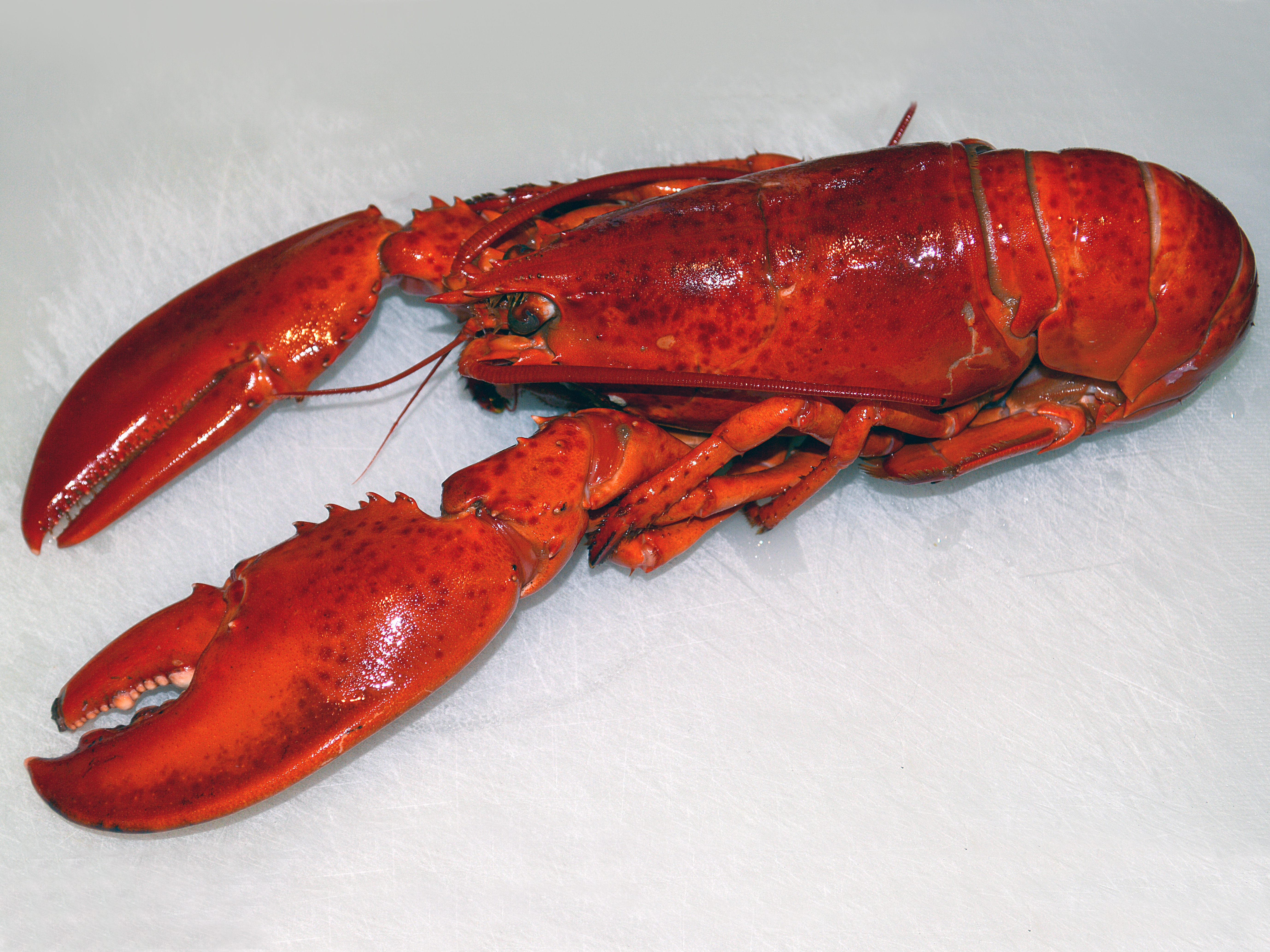
Một con tôm hùm Mỹ

- Homarus gammarus (Linnaeus, 1758) – Tôm hùm châu Âu

- Metanephrops Jenkins, 1972

- Metanephrops andamanicus (Wood-Mason, 1892) – Tôm hùm Andaman
- Metanephrops arafurensis (De Man, 1905)
- Metanephrops armatus Chan & Yu, 1991
- Metanephrops australiensis (Bruce, 1966) – Tôm hùm Australia
- Metanephrops binghami (Boone, 1927) – Tôm hùm Caribe
- Metanephrops boschmai (Holthuis, 1964) – Tôm hùm Boschma
- Metanephrops challengeri (Balss, 1914) – Tôm hùm New Zealand
- Metanephrops formosanus Chan & Yu, 1987
- Metanephrops japonicus (Tapparone-Canefri, 1873) – Tôm hùm Nhật
- Metanephrops mozambicus Macpherson, 1990
- Metanephrops neptunus (Bruce, 1965)
- Metanephrops rubellus (Moreira, 1903)
- Metanephrops sagamiensis (Parisi, 1917)
- Metanephrops sibogae (De Man, 1916)
- Metanephrops sinensis (Bruce, 1966) – Tôm hùm Trung Quốc
- Metanephrops taiwanicus (Hu, 1983)
- Metanephrops thomsoni (Bate, 1888)
- Metanephrops velutinus Chan & Yu, 1991

- Nephropides Manning, 1969

- Nephropides caribaeus Manning, 1969

- Nephrops Leach, 1814

- Nephrops norvegicus (Linnaeus, 1758) – Tôm hùm Na Uy, tôm vịnh Dublin

- Nephropsis Wood-Mason, 1872

- Nephropsis acanthura Macpherson, 1990
- Nephropsis aculeata Smith, 1881 – Tôm hùm nhỏ Florida
- Nephropsis agassizii A. Milne-Edwards, 1880
- Nephropsis atlantica Norman, 1882
- Nephropsis carpenteri Wood-Mason, 1885
- Nephropsis ensirostris Alcock, 1901
- Nephropsis holthuisii Macpherson, 1993
- Nephropsis malhaensis Borradaile, 1910
- Nephropsis neglecta Holthuis, 1974
- Nephropsis occidentalis Faxon, 1893
- Nephropsis rosea Bate, 1888
- Nephropsis serrata Macpherson, 1993
- Nephropsis stewarti Wood-Mason, 1872
- Nephropsis suhmi Bate, 1888
- Nephropsis sulcata Macpherson, 1990

- Thaumastocheles Wood-Mason, 1874

- Thaumastocheles dochmiodon Chan & Saint Laurent, 1999
- Thaumastocheles japonicus Calman, 1913
- Thaumastocheles zaleucus (Thomson, 1873)

- Thaumastochelopsis Bruce, 1988

- Thaumastochelopsis brucei Ahyong, Chu & Chan, 2007
- Thaumastochelopsis wardi Bruce, 1988

- Thymopides Burukovsky & Averin, 1977

- Thymopides grobovi (Burukovsky & Averin, 1976)
- Thymopides laurentae Segonzac & Macpherson, 2003

- Thymops Holthuis, 1974

- Thymops birsteini (Zarenkov & Semenov, 1972)

- Thymopsis Holthuis, 1974

- Thymopsis nilenta Holthuis, 1974

## Giá trị

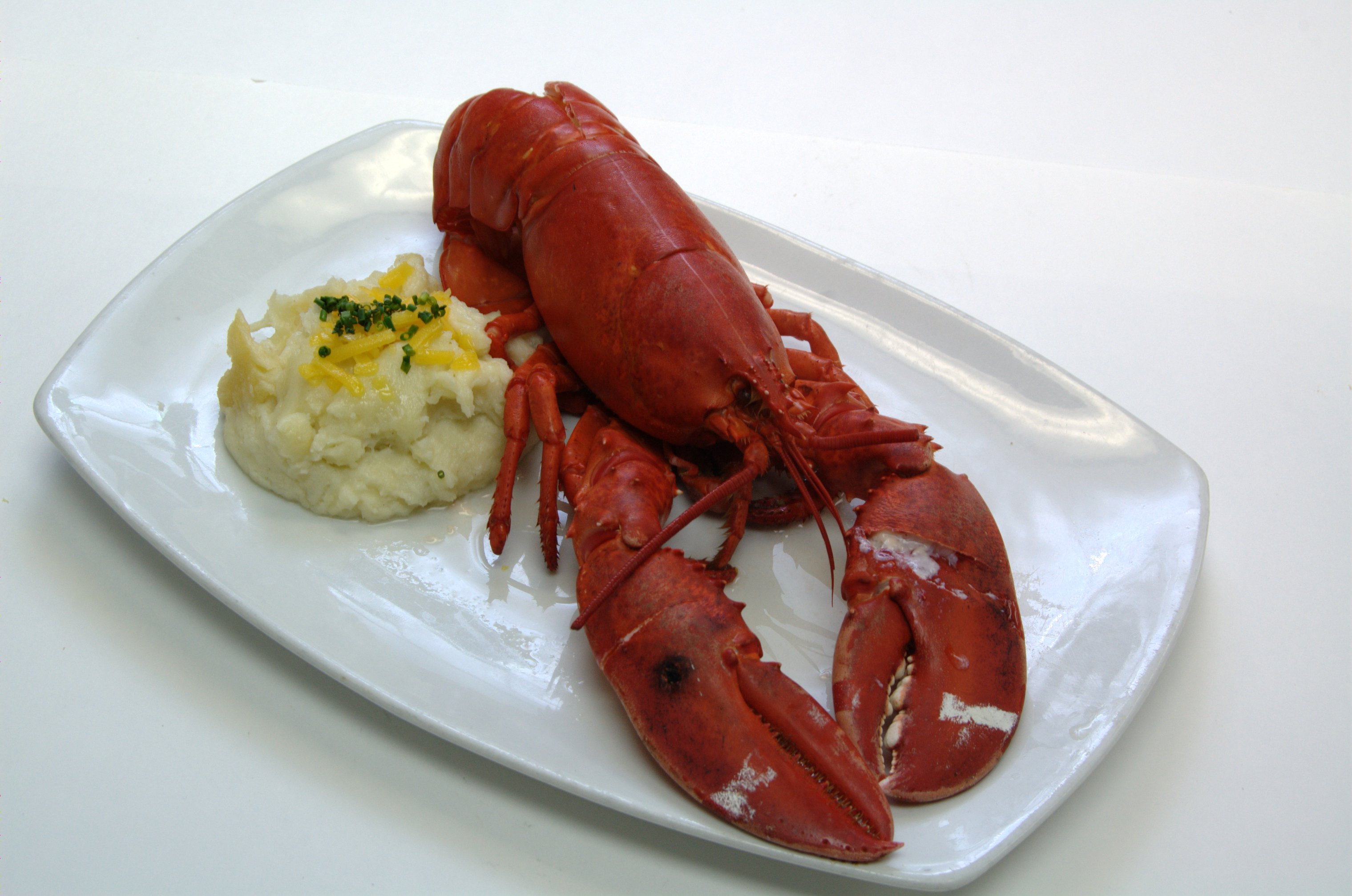
Một món tôm hùm

Tôm hùm Mỹ nổi bật bởi hai chiếc càng to quá khổ, rất khỏe, thịt tôm ngon nhất cũng ở hai chiếc càng. Tôm hùm châu Mỹ là một món ăn được ưa chuộng. Ngành công nghiệp đánh bắt tôm hùm châu Mỹ ước tính khoảng 3 tỷ đô la Mỹ hàng năm với 360 triệu tấn.
Chúng chủ yếu được đánh bắt theo mùa ở Mỹ và Canada. Trong đó, Canada nắm giữ 60% thị phần và Mỹ là 40%. Tôm hùm châu Mỹ được xuất khẩu khắp thế giới dưới dạng đông lạnh/chế biến (75%) hoặc tươi sống (25%) và luôn giữ vai trò quan trọng trong nền công nghiệp du lịch của các nước nhập khẩu.